# Bad Girls (Mónica Naranjo)
Bad Girls è il quinto album della cantante spagnola Mónica Naranjo. L'album è stato pubblicato nel 2003.

## Tracce
CD 1:
1. I Ain't Gonna Cry (Steelworks mix radio edit)
2. Ain't It Better like This
3. I Don't Wanna Take This
4. What About Love
5. Bad Girls
6. If You Leave Me Now (Rawling mix)
7. I Live for You
8. Love Found Me
9. Enamorada (Sub-urban mix)
10. I'll Never Run
11. Hot Line
12. I Ain't Gonna Cry
13. Bad Girls (Ny remix)

CD 2:
1. What About Love (Corky mix)
2. If You Leave Me Now (Tombah energy single mix)
3. Enamorada (Gipsy english version remix)
4. Ain't It Better like This (Rapino Carrera club mix)
5. Chicas Malas (Ferrero/Del Moral single remix)
6. I Ain't Gonna Cry (La fabrique du son Weekend edit remix)
7. I Don't Wanna Take This (Ferrero & Del Moral english batucada remix)
8. Weekend Dj Session by Ferrero/Del Moral & Mónica Naranjo